# 柴田浩之
柴田浩之（日语：しばた ひろゆき），日本摇滚歌手，作词，作曲。出生于1970年7月28日，出生地是兵库县，血型A型。

### 演艺经历
1994年，与吉他手森川浩宪组成硬摇滚乐队SPYKE。
1995年，签约于BMG/Victor。并与森川一起作为主唱和吉他手参加X JAPAN的PATA的的PROJECT。
1995年SPYKE凭借单曲《Vision of life》出道。
1996年发行同名专辑《SPYKE》，整张专辑的编曲都由佐藤宣彦负责。
1997年，移籍到King Records，在该公司发行了2张单曲。
1998年上半年以独立形式进行了广泛的巡回演出，8月30日演唱会后解散。同年与松本优也组成视觉系舞蹈双主唱摇滚乐队BUT SWEET，2000年解散。
早先在一次出席会上结识原WILD STYLE的主唱有待雅彦，两人共同喜欢BON JOVI，2001年组成双主唱的WILD SPYKE，不过在2004年也宣告解散。
2006年，与键盘手谷口"PRI"英一组成硬摇滚乐队JEAL，在2009年解散。同年参加动画特摄摇滚乐队PSYCHIC LOVER的合音工作。
2012年，柴田退出音乐界。

## PATA PROJECT
单曲
1995年1月21日《SHINE ON ME》电影《拳击手乔》主题曲，oricon最高位94位

## SPYKE
单曲
1995年7月21日《Vision of life》东京电视台《浅草桥年轻洋货店》片尾曲
1995年11月1日《见せかけだけの强さなんて》日本电视台《全日本摔跤转播30》片尾曲
1996年5月22日《君は涙を武器にして》日本电视台系《动作体育》片头曲
1996年11月7日《SPIRAL DESTINY〜梦のままじゃない〜》东京电视台《64马里奥体育场》片尾曲
1997年5月21日《TIGHT-BREAK》东京电视台动画《圣子到》片头曲（第1话-第25话），oricon最高位94位
1997年8月21日《クロゼットフリーク》东京电视台动画《圣子到》片尾曲（第14话-第25话）
专辑
1996年7月6日《SPYKE》
动画原声
1997年7月24日《HARELUYA II BOY - HARELUYA ON THE FIRST》
1997年9月26日《HARELUYA II BOY - HARELUYA ON THE SECOND》

## BUT SWEET
超长单曲
1998年12月16日《FAKED or REAL》
1999年1月21日《Searchin’》
PV录像带
1999年2月24日《Keep your eyes open》

## WILD SPYKE
超长单曲
2001年10月26日《わいるどすぱいく》
2002年8月17日《HANABIRA》
迷你专辑
2003年5月16日《22》
专辑
2002年4月30日《北京ダック》

## 个人SOLO
超长单曲
2006年7月28日《Searchin' for the Strength》

## JEAL
超长单曲
2006年12月25日《Brightness in your Darkness》

## 其它
2003年6月4日《GuitarFreaks & DrumMania - GUITARFREAKS 9thMIX & drummania 8thMIX SOUNDTRACKS》以WILD SPYKE名义演唱歌曲サンデードライバー，完整版收录在WILD SPYKE的2nd Maxi Single《HANABIRA》；
2003年10月29日《pop'n music 10 AC CS pop'n music 8》以Sarastro名义演唱歌曲Holy Forest；
2003年12月21日《ナースウィッチ小麦ちゃんマジカルて うたヒット!2》以个人名义演唱歌曲贫乳狂诗曲；
2004年6月23日《GuitarFreaks & DrumMania - GUITARFREAKS 11thMIX & drummania 10thMIX SOUNDTRACKS》以个人名义演唱歌曲Dream Again...，完整版收录在JEAL的Maxi Single《Brightness in your Darkness》；
2006年2月1日《pop'n music 13 カーニバル AC CS pop'n music 11》以Sarastro名义演唱歌曲Sanctum Crusade；
2006年4月19日《GuitarFreaks & DrumMania - GuitarFreaksV2 & DrumManiaV2 SoundTracks》以Ritter名义演唱歌曲The Legend；
2007年3月8日《GuitarFreaks & DrumMania - GUITARFREAKS V3 & DRUMMANIA V3 SOUNDTRACKS》以个人名义演唱歌曲真実～GMDM Ver.～，完整版收录在柴田浩之的Maxi Single《Searchin' for the Strength》；
2010年4月21日《GuitarFreaks & DrumMania - GuitarFreaksXG & DrumManiaXG Original Soundtrack beginning edition》以个人名义演唱歌曲IMITATION TOUCH。